# Port lotniczy Yamagata
Port lotniczy Yamagata (IATA: GAJ, ICAO: RJSC) – port lotniczy położony w Higashine, 23 km na północ od Yamagata, w prefekturze Yamagata, w Japonii.